# Jezus malusieńki
Jezus malusieńki − popularna polska pieśń religijna, pastorałka anonimowego autorstwa, śpiewana w kościelnym okresie Bożego Narodzenia.

## Historia
Pochodzenie utworu jest trudne do ustalenia ze względu na dużą liczbę wariantów tekstu. Tekstu brak w drukowanych zbiorach pieśni z XVIII wieku. Pojawia się w XVIII-wiecznych rękopisach z klasztorów karmelitanek z Krakowa (Kantyczki Karmelitańskie) i benedyktynek ze Staniątek. Tekst niedrukowany nosi tytuł Kommizeracyja i liczy 12–13 strof. Tekst drukowany w śpiewniku Pastorałki i kolędy Michała Mioduszewskiego z 1843 prawie nie różni się od współcześnie wykonywanej kolędy.
Znane jest łacińskie tłumaczenie kolędy Jezus malusieńki autorstwa polskiego latynisty Ryszarda Ganszyńca − Jesus minimulus.

## Wykonania
Kolęda znajduje się w repertuarze wielu polskich wokalistów, którzy wydali ją na swoich albumach z muzyką świąteczną.
| Wykonawca           | Album                                               | Rok  | Nośnik |
| ------------------- | --------------------------------------------------- | ---- | ------ |
| Adamiak Elżbieta    | Moje kolędy                                         | 1991 | CD     |
| Krzysztoń Antonina  | ...a nad śnieg wybieleje                            | 2003 | CD     |
| Jopek Anna Maria    | Dzisiaj z Betleyem                                  | 1999 | CD     |
| Arka Noego          | Znów się rodzi, moc truchleje                       | 2001 | CD     |
| Bajor Michał        | Michał Bajor Śpiewa Kolędy                          | 1991 | CD     |
| Alibabki            | Wesołych Świąt                                      | 1989 | LP     |
| Banaszak Hanna      | Wigilia z Hanną Banaszak                            | 1997 | CD     |
| Skaldowie           | Kolędy. Moje Betlejem                               | 1998 | CD     |
| Mec Bogusław        | Po kolędzie                                         | 1997 | CD     |
| Cugowski Krzysztof  | Kolędy                                              | 1999 | CD     |
| Czerwony Tulipan    | Kolędy                                              | 2001 | CD     |
| Groniec Katarzyna   | The Best Christmas... Ever!                         | 2006 | CD     |
| Eleni               | Kolędy polskie śpiewa Eleni                         | 1986 | LP     |
| Bem Ewa             | Kolęda na cały rok                                  | 1994 | CD     |
| Majewska Alicja     | Kolędy w Teatrze STU                                | 1991 | CD     |
| Gang Marcela        | Kolędy i pastorałki, vol. 2                         | 1996 | CD     |
| Villas Violetta     | Najpiękniejsze kolędy                               | 1992 | CD     |
| Geppert Edyta       | Święta z bajki                                      | 2011 | CD     |
| Santor Irena        | Gdy się Chrystus rodzi                              | 1992 | CD     |
| Sojka Stanisław     | Kolędy                                              | 1992 | CD     |
| Rynkowski Ryszard   | Kolędy. Dziś nadzieja rodzi się                     | 1995 | CD     |
| Universe            | Maleńki Jezu                                        | 1993 | CD     |
| Pospieszalski Mateo | Kolędy solo                                         | 2008 | CD     |
| Skrzek Józef        | Kolędy                                              | 1997 | CD     |
| Kupicha Piotr       | Najpiękniejsze Kolędy                               | 2008 | CD     |
| Krawczyk Krzysztof  | Kolędy polskie                                      | 2000 | CD     |
| Giżowska Krystyna   | Najpiękniejsze kolędy                               | 1998 | CD     |
| Kurzak Aleksandra   | Hej, Kolęda!                                        | 2012 | MP3    |
| Mazowsze            | Kolędy polskie                                      | 1998 | CD     |
| Śląsk               | Święta noc                                          | 2003 | CD     |
| Wójcicki Jacek      | Polskie kolędy                                      | 2012 | MP3    |
| Walewska Małgorzata | Christmas Time: Traditional Polish Christmas Carols | 2012 | MP3    |
| Przemyk Renata      | Dobra Nowina (Good Message)                         | 2012 | CD     |
| Gee Isis            | Christmas Angel                                     | 2008 | CD     |

## Zapis nutowy
Źródło: Najstarsze polskie kolędy z nutami. 1940, s. 13. OCLC 9802456173.